# Нуклеарна електрана Козлодуј
Нуклеарна електрана Козлодуј је нуклеарна централа у Бугарској удаљена 200 километара сјеверно од Софије и 5 километара источно од Козлодуја, града на Дунаву, у близини границе са Румунијом. Тренутно је једина нуклеарна електрана у земљи, јер се Белене још увијек гради. Градња козлодујске централе је започела 6. априла 1970. 
Ова електрана тренутно има два реактора са водом под притиском са укупном производњом енергије од 1920 мегавати. Власник електране је Бугарски енергетски холдинг.
У будућности је предвиђена градња још два реактора.